# 花城舞
花城　舞（はなしろ まい）は、沖縄県那覇市出身の日本の歌手。

## 略歴
沖縄県那覇生まれ。誕生日は4月6日。A型。
洗足学園音楽大学卒業後、沖縄にて歌手活動開始
沖縄を中心に、全国でライブ活動などを行う。
自身が作詞作曲した、「結〜心届く〜」が第6回世界のウチナーンチュ大会テーマソングに選ばれる。

## 受賞
- 「結〜心届く〜」
第6回世界のウチナーンチュ大会テーマソング

## 作品
- 「でーじレゲエ」 DJ SASA with ご当地レゲエクルー
- WUB世界大会テーマソングCD「Go ahead your way」

## 出演番組
- FM21 76.8MHz「Mai Tunes」毎週火曜日の午前11:15〜

## 過去のレギュラー出演番組
- FM21「花城舞のイフタフヤーシムシム」 毎週火曜：2012年3月 - 2013年9月
- FM21「未来への道しるべ」 第二土曜日：2011年6月 - 2013年9月
- FM21「FM21よりこんにちは」 毎週火曜：2012年3月 - 2013年3月
- FM21「FM21よりこんにちは」 毎週木曜：2013年1月 - 2013年3月
- FM21「CANDY TIME」 2013年3月 - 2013年8月